# I. Nikomédész bithüniai király
I. Nikomédész (ógörögül: Nικoμήδης), (? – Kr. e. 255) bithüniai király Kr. e. 278-tól haláláig.
I. Zipoitész fia és utóda. Fivére, a lázadó II. Zipoitész és I. Antiokhosz szeleukida uralkodó ellen Trákiából hívott országába gallokat, és segítségükkel leverte Zipoitész lázadását. Ő alapította meg Nicomediát. Nikomédész több mint 20 évnyi uralkodás után hunyt el. Utóda Bithünia élén fia, Ziaélasz lett. Nikomédész életéről Livius számol be (38, 16).